# Synagoga Irego Wajnberga w Łodzi
Synagoga Irego Wajnberga w Łodzi – prywatny dom modlitwy znajdujący się w Łodzi przy ulicy Północnej 5.
Synagoga została zbudowana w 1902 roku z inicjatywy Irego Wajnberga. Mogła ona pomieścić 40 osób. Podczas II wojny światowej hitlerowcy zdewastowali synagogę.